# Launcestoni vár
A launcestoni vár (korni nyelven Kastell Lannstefan) egy ma már romos középkori erőd a cornwalli Launcestonban, Angliában.

## Története

### Építése és az azt követő időszak

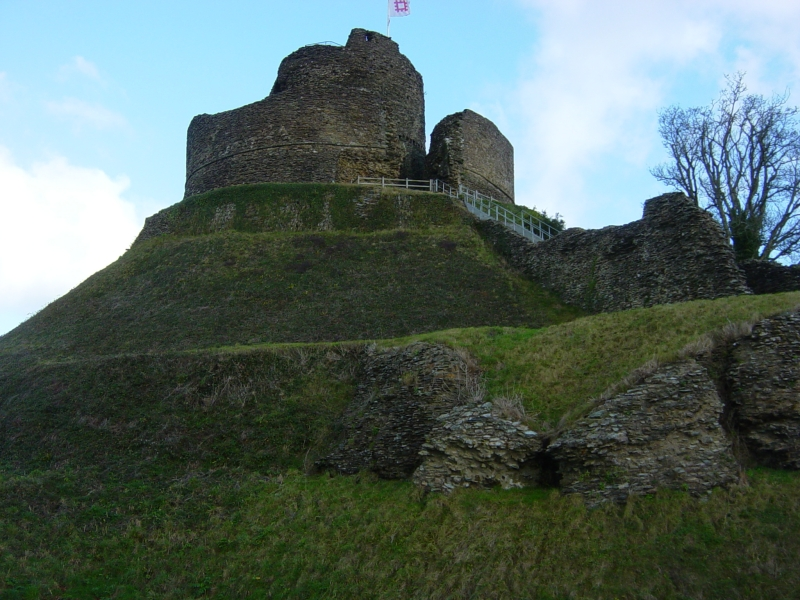
A várdomb

A launcestoni vár a normann hódítást követően épült, 1067-ben már valószínűleg állt. Építtetője Hódító Vilmos féltestvére, Robert, Cornwall 2. earlje lehetett,  néhányan azonban Brian of Brittanyt, Cornwall első earljének tulajdonítják a vár alapítását. Brian of Brittany azonban a hódítást követően csupán öt évig tartózkodott Angliában. A vár Cornwall earljeinek közigazgatási központja lett, ahonnan a hatalmas birtokokat felügyelték. Építését követően mindössze egyszer bővítették, a 12. században egy belső toronnyal. A 13. században Richárd, III. Henrik öccse megkezdte a vár kőből való újjáépítését.
A torony sötétebb kőből épült és két szoba kapott benne helyet. A 12. századi falakon belül egy új nagytermet is kialakítottak, mely a 17. század elejéig az esküdtszéknek adott otthont. A 13. század végén Cornwall közigazgatási központját Launcestonból Lostwithielbe helyezték át.
A várban egy kápolnát is kialakítottak, amit a cornwalli earl alapított.

### A Tudorok és Stuartok idején
1548-ban, egy évvel a Cornwallban és Devonban kitörő lázadás előtt, 28 cornwallit a várba tereltek, majd sokukat kivégezték. A vérengzéssel Thomas Cranmer egyik emberéért, a meggyilkolt William Bodyért álltak bosszút. Bodyt többek között Helston vallási kegyhelyeinek megalázásával bízták meg, mellyel a politikai összhangot próbálták elérni.
Annak ellenére, hogy a törvényszék és a börtön is itt működött, a vár egyre elhanyagoltabbá vált. George Fox, a Barátok Vallásos Társaságának alapítója 1656-ban nyolc hónapig raboskodott itt.
Az angol forradalom idejére Launceston vára már olyan rossz állapotban volt, hogy amikor a köztársaságpártiak kezére került, már nem is törődtek szándékos lerombolásával. 1646-ban a várat a királypártiak a cornwalli védelmük központjaként használták. Vezetőjük, Sir Richard Grenville a Tamar folyó mentén cornwalli csapatokat állított fel, és meghagyta nekik, hogy semmilyen külföldi sereg nem lépheti át a megyehatárt.

### Az angol forradalmat követően

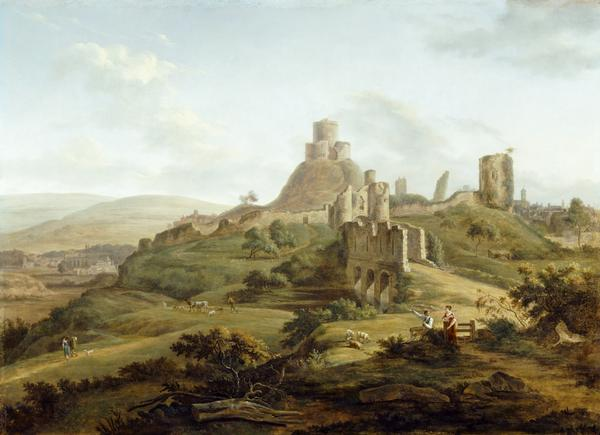
Hendrik Frans de Cort festménye a várról

A forradalmat követően a várból csak az északi kaputorony maradt lakható állapotban. Ezt 1764-ben részben elbontották, az építőanyagát ugyanis egy új épülethez használták fel, mely közvetlenül az északi kapu előtt kapott helyet. 1838-ban a törvényszék és a megyei önkormányzat Bodminba költözött. Az utolsóként megmaradt börtönt elbontották, Northumberland hercege pedig nyilvános parkká és kertté alakíttatta a vár területét.
1999-ben a megújított cornwalli ónbányászok törvényszékének néhány tagja több cornwalli műemlékről, többek között a launcestoni várról is eltávolította az angol örökségvédelem tábláit. Tettüket azzal magyarázták, hogy a helyszínek a cornwalli örökség részei, nem az angolé, így ennek megfelelő táblákat kellene kihelyezni. Az ügy következményeként a szervezet három tagjának bírságot és kártérítést kellett fizetnie.

## Fordítás
Ez a szócikk részben vagy egészben  a   Launceston Castle című angol Wikipédia-szócikk ezen változatának fordításán alapul.  Az eredeti cikk szerkesztőit annak laptörténete sorolja fel. Ez a jelzés csupán a megfogalmazás eredetét és a szerzői jogokat jelzi, nem szolgál a cikkben szereplő információk forrásmegjelöléseként.